# لويس دوبين
لويس دوبين (بالإنجليزية: Lewis Dobbin)‏ هو لاعب كرة قدم بريطاني، ولد في 2003 في ستوك أون ترينت في المملكة المتحدة. لعب مع نادي إيفرتون.

## وصلات خارجية
- لويس دوبين على موقع إي إس بي إن إف سي (الإنجليزية)
- لويس دوبين على موقع قاعدة بيانات كرة القدم.إي يو (الإنجليزية)
- لويس دوبين على موقع Soccerbase.com (لاعب) (الإنجليزية)
- لويس دوبين على موقع Soccerway.com (الإنجليزية)
- لويس دوبين على موقع عالم كرة القدم.نت (الإنجليزية)